# ヤン・ルズターク

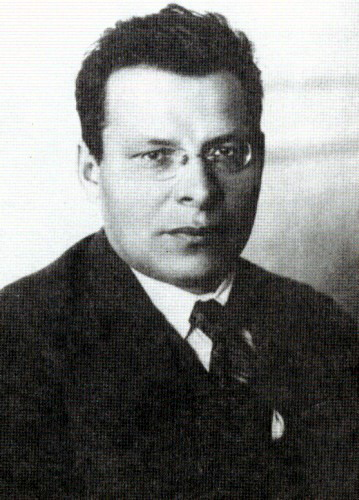
ヤン・ルズターク

ヤン・エルネストヴィチ・ルズターク（ロシア語: Ян Эрнестович Рудзутак, 1887年8月3日 - 1938年6月29日 ）は、帝政ロシアの革命家、ソビエト連邦の政治家。ラトビア人。ラトビア語名はヤーニス・ルズタクス（Jānis Rudzutaks）。
ヨシフ・スターリンによる大粛清への支持・協力をおこなっていたが、大粛清が激化してくると自身も粛清された。

## 略歴
ロシア帝国支配下のクールラント（現：ラトビア）で農場労働者の家庭に生まれた。リガで工場労働者として働いていたが、1905年にウラジーミル・レーニンの傘下のラトビア社会民主労働党に入党して反帝政運動に参加。1907年に帝政の官憲に捕まり、モスクワの刑務所へ送られた。ロシア革命で帝政が崩壊した1917年に釈放されて本部のロシア共産党の運動に参加した。
1920年から粛清される1937年まで党中央委員会委員の座を保持し、また1924年から1934年まではソ連運輸人民委員（運輸相）をつとめ、さらに1926年からは、ソ連人民委員会議や労働国防会議の副議長などをつとめた。1932年から1934年にかけては党中央統制委員会議長や労農監督人民委員をつとめ、党規則制定権や人事権を握った。
党内では共産主義体制官僚ノーメンクラトゥーラの代表格とされ、レーニンにもスターリンにも忠実な人物であった。
スターリンによる粛清もはじめは協力し、1933年1月の中央委員会総会ではスターリンの集団化・工業化方針に反対していたイヴァン・スミルノフ（通信人民委員）を中央統制委員会議長として徹底的に批判し、反革命罪で逮捕に追いやった。
しかし1937年になるとスターリンは猜疑心を一層強め、赤軍高官を大量粛清。この際にノーメンクラトゥーラも危険視するようになり、ルズタークもとうとう5月24日には「トロツキスト」「ナチス・ドイツのスパイ」として逮捕されることになった。NKVDにでっち上げられた罪状を最後まで自白しなかったが、翌年には銃殺に処されている。
スターリンの死後、フルシチョフによるスターリン批判に伴い、名誉回復された。